# Jemelînți, Bilohirea
Jemelînți (în ucraineană Жемелинці) este un sat în comuna Mokrovolea din raionul Bilohirea, regiunea Hmelnîțkîi, Ucraina.

## Demografie
Componența lingvistică a localității Jemelînți
     Ucraineană (100%)
Conform recensământului din 2001, toată populația localității Jemelînți era vorbitoare de ucraineană (100%).